# Conrad Meyer (politico)
Conrad Meyer (Sciaffusa, ... – Sciaffusa, 4 febbraio 1554) è stato un politico e giurista svizzero.

## Biografia
Membro della famiglia Meyer, era un riformato della città di Sciaffusa. È menzionato per la prima volta nel 1517 quale assistente del balivo. Nel 1519 è maestro della corporazione dei fornai e membro del Piccolo Consiglio (esecutivo della città). Dal 1526 al 1551 fu amministratore del Convento di Allerheiligen.
Quando fu introdotta la riforma protestante a Sciaffusa, Conrad partecipò a numerose commissioni speciali. A partire dal 1530, diventò membro permanente del nuovo Consiglio Segreto. Fu tesoriere nel 1532, e amministratore delle elemosine dal 1534.
Infine, fu eletto borgomastro di Sciaffusa nel 1546 dopo i disordini sorti in città, fino al 1552. Suo figlio Johann Conrad Meyer occuperà la stessa carica qualche anno dopo.